# كورتني سميث (لاعب كرة قدم أمريكية)
كورتني سميث (بالإنجليزية: Courtney Smith)‏ هو لاعب كرة قدم أمريكية أمريكي، ولد في 6 مارس 1987.

## وصلات خارجية
- كورتني سميث على موقع مرجع كرة القدم المحترفة.كوم (الإنجليزية)